# 박연수 (농구 선수)
박연수(1987년 4월 30일 ~ )는 대한민국의 여자 농구 선수이다. 2006년 숙명여자고등학교를 졸업하고 프로팀 금호생명 레드윙스에 입단했다. 신장은 173cm, 포지션은 가드이다. 대한민국 여자 농구 국가대표팀 선수였던 홍영순의 딸이다. 원래 이름은 박인애였다.

## 경력
- 2003년~2006년 숙명여자고등학교
- 2006년~2007년 금호생명 레드윙스
- 2007년~2008년 우리은행 한새